# 14597 Waynerichie
14597 Waynerichie este un asteroid din centura principală de asteroizi.

## Descriere
14597 Waynerichie este un asteroid din centura principală de asteroizi. A fost descoperit pe 17 septembrie 1998 la Stația Anderson Mesa în cadrul programului LONEOS. Asteroidul prezintă o orbită caracterizată de o semiaxă mare de 2,33 ua, o excentricitate de 0,18 și o înclinație de 2,5° în raport cu ecliptica.